# Juha Kankkunen
Juha Matti Pellervo Kankkunen (Laukaa, 2 april 1959) is een Fins voormalig rallyrijder. In zijn carrière, die zich over ruim twintig jaar strekt, greep hij naar 23 overwinningen in het wereldkampioenschap rally, en schreef hij vier keer de wereldtitel op zijn naam. Daarmee was hij enige tijd recordhouder, maar inmiddels heeft Sébastien Loeb de meeste rijderskampioenschappen op zijn naam staan. Tot dusver heeft echter niemand Kankkunen weten te evenaren door met drie verschillende automerken wereldkampioen te worden.
Kankkunen is ook in andere disciplines succesvol geweest. In 1988 won hij de toenmalige Parijs-Dakar-rally voor het team van Peugeot en zegevierde datzelfde jaar eveneens in de inaugurele Race of Champions; een resultaat dat hij in 1991 weer zou neerzetten. Begin 2007 wist hij in Finland het wereldsnelheidsrecord op ijsvlakte neer te zetten achter het stuur van een Bentley Continental GT.
Na zijn actieve carrière als rallyrijder, die in 2002 eindigde, is Kankkunen in de zakenwereld en de politiek gestapt. Kankkunen woont in Monaco, maar verblijft nog regelmatig in zijn geboorteplaats Laukaa, in Finland, waar hij ook nog een collectie historische rallyauto's beheert. In 2008 scheidde hij van zijn vrouw Pirjo Kankkunen.

## Carrière

### Vroege carrière
Juha Kankkunen groeide op in het Finse Laukaa, op de boerderij van zijn familie, niet ver van Jyväskylä af, de stad waar de Rally van Finland zijn basis kent. Via zijn vader, die als hobby aan rallyevenementen en ijsraces meedeed, raakte Juha geïnteresseerd in de autosport. Op 7-jarige leeftijd begon hij al met auto's op ijsvlaktes te rijden. Zijn debuut in de rallysport kwam uiteindelijk in 1978, en het jaar daarop reed hij ook zijn eerste rally in het wereldkampioenschap rally, in Finland, waar hij achter het stuur van een Ford Escort RS2000 verdienstelijk als 14e in eindigde. Zijn vader was goed bevriend met Timo Mäkinen, die in de jaren zestig en zeventig een succesvol rallyrijder was en die als coach voor de nog jonge Juha optrad. Met financiële steun van Timo Jouhki, de latere manager van Kankkunen en vervolgens ook van verschillende andere Finse rallyrijders zoals Tommi Mäkinen en Mikko Hirvonen, kon hij vaker aan rally's deelnemen en meer ervaring opdoen.

### Wereldkampioenschap rally

#### 1983-1985: Toyota

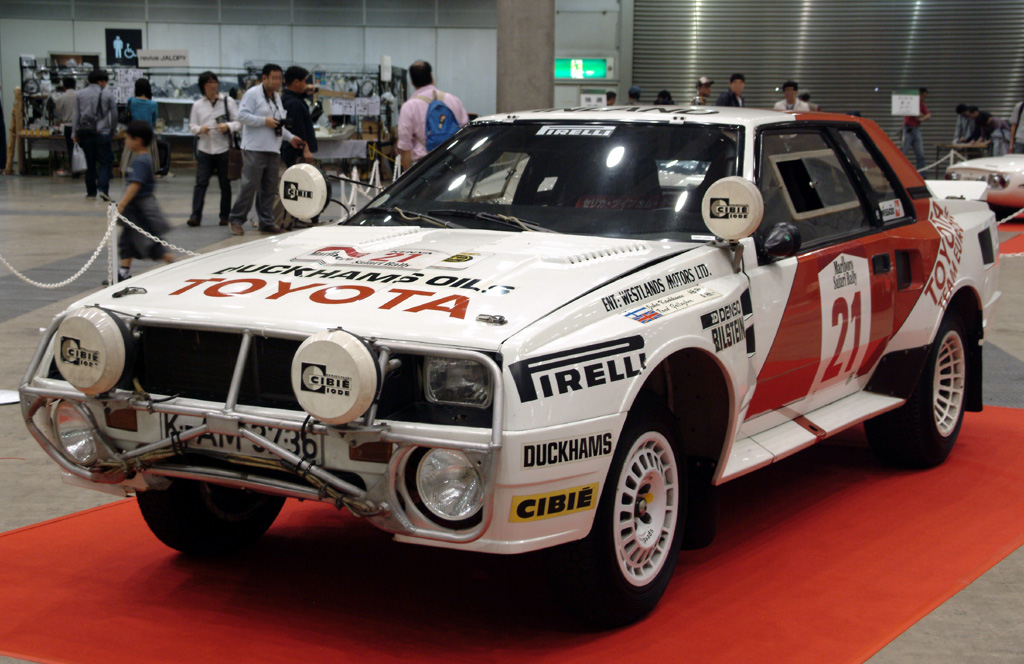
De Safari Rally winnende Toyota Celica TCT van Kankkunen uit 1985

In het tijdsbestek van vier jaar begon Kankkunen zich te profileren als een rallyrijder van topallure. Na een aantal goede resultaten voor Toyota Finland in lokale evenementen in 1983, kreeg hij een uitnodiging van Toyota's fabrieksinschrijving, het team onder leiding van voormalig rallyrijder Ove Andersson, om een aantal wedstrijden in het WK af te werken. In Finland, waar hij zijn eerste optreden maakte voor het team, debuteerde Toyota eveneens hun Groep B Toyota Celica TCT. Terwijl Kankkunens teamgenoot, de voormalig wereldkampioen Björn Waldegård uitviel, reed de Fin naar een verdienstelijke zesde plaats in het eindklassement. Later dat jaar maakte hij nog eens twee optredens in het WK, met nog een top tien finish als zevende in Groot-Brittannië. In het seizoen 1984 reed Kankkunen wederom in een geselecteerd programma voor Toyota in het WK en ook wederom wist hij zijn beste resultaat neer te zetten in zijn thuisrally, deze maal eindigend als vijfde. Kankkunen ging in het seizoen 1985 onder deze roulatie verder. Zijn eerste optreden in het WK kwam tijdens de Safari Rally in Kenia, een van de twee langeafstandsevenementen op de kalender dat jaar. Zijn teamgenoot Waldegård won de rally in 1984, en Toyota werd tijdens deze editie gezien als een van de favorieten. Het team moest zich echter lange tijd achter de fabrieks Opel Manta's dulden, maar nadat die problemen ondervonden, wisten Kankkunen en Waldegård een één-twee te versieren voor Toyota, met Kankkunen op de hoogste trede van het podium, die hiermee tijdens zijn debuut in de Safari Rally zijn eerste WK-rally won. Een identiek resultaat werd later dat jaar neergezet in Ivoorkust, een soortgelijk evenement, en Kankkunen sloot zijn eerste periode bij Toyota af met een vijfde plaats in Groot-Brittannië.

#### 1986: Peugeot

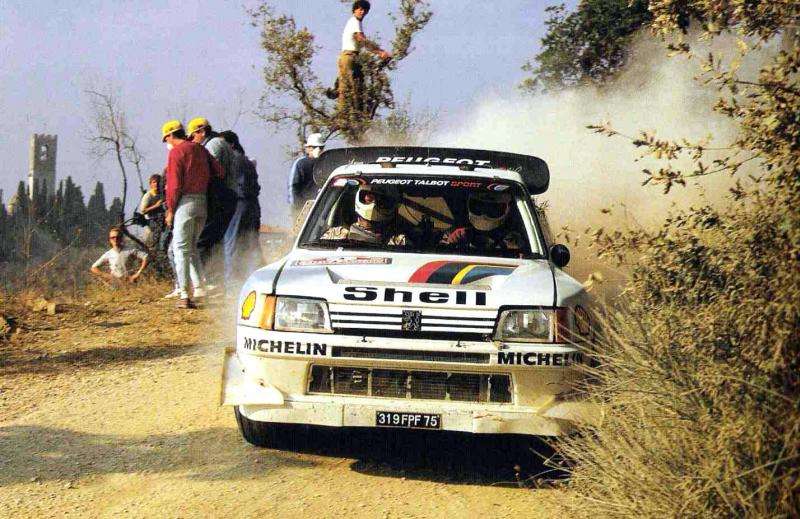
Kankkunen actief voor Peugeot tijdens de Rally van San Remo in 1986, in het jaar waarin hij naar zijn eerste wereldtitel greep

Zijn bemoedigende ontwikkeling die hij meemaakte bij Toyota, bleef niet onopgemerkt, en Kankkunen kreeg voor het seizoen 1986 een plaats binnen het team van Peugeot, dat onder leiding stond van Jean Todt. Het merk was met de 205 Turbo 16 op dat moment zowel regerend wereldkampioen bij de rijders als bij de constructeurs. Kankkunen verving hierin zijn landgenoot Ari Vatanen, die op dat moment nog in revalidatie was na een bijna fataal ongeluk in Argentinië 1985. Oorspronkelijk kreeg Kankkunen de rol weggelegd als buffer voor teamgenoot Timo Salonen, de regerend wereldkampioen, echter wist Kankkunen deze regel gedurende het seizoen van zich af te werken. Al tijdens de tweede ronde van het kampioenschap in Zweden, won hij zijn eerste rally van het seizoen, en die voor Peugeot. Later dat jaar volgde er ook overwinningen in de gravelevenementen in Griekenland en Nieuw-Zeeland, op het moment dat zijn teamgenoot Salonen nog droog stond. Het seizoen werd aan de andere kant geplaagd door een serie van dodelijke ongevallen, en na het fatale ongeluk van collega-rijder Henri Toivonen en navigator Sergio Cresto in Corsica, kreeg de Groep B klasse een competitie verbod opgelegd, ingaand vanaf 1987. Het seizoen werd uiteindelijk een tweestrijd tussen Kankkunen en Lancia-rijder Markku Alén, waarin de twee vaak goede en mindere resultaten met elkaar af wisselden, waardoor het kampioenschap beslist moest worden tijdens de seizoensafsluiter in de Verenigde Staten. Alén won daar vóór Kankkunen op een tweede plaats, en zo verloor hij in eerste instantie het rijderskampioenschap aan de ervaren Fin. Niet lang daarna kwam de overkoepelende organisatie FIA echter terug op een eerder genomen beslissing. Tijdens de eerder dat jaar verreden rally in San Remo, werd het gehele Peugeot team door de organisatie uit de wedstrijd gehaald, nadat de technische commissie de conclusie had getrokken dat het merk gebruik maakte van zij-skirts aan de onderzijde van de auto, die niet gehomologeerd waren. Peugeot mocht niet onder protest verder rijden (Kankkunen lag op dat moment aan de leiding) en werden direct uitgesloten. Teamleider Jean Todt twijfelde er echter niet aan om dit na afloop van het evenement aan te tekenen bij de FIA, die door verschillende omstandigheden pas na het einde van het seizoen een uitspraak deden over de zaak, maar uiteindelijk tot de uitspraak kwamen dat Peugeot onrechtmatig behandeld was, en besloten de resultaten van de rally te annuleren. Hierdoor ontstond er een schifting in het rijderskampioenschap, ditmaal in het voordeel van Kankkunen. Hij was op dat moment op 26-jarige leeftijd de jongste wereldkampioen die het kampioenschap tot dan toe had gekend.

#### 1987: Lancia
De perikelen rondom de gebeurtenissen in San Remo, en het vrij acuut verbod op de Groep B klasse, deed Peugeot besluiten niet meer terug te keren in het seizoen 1987. Kankkunen maakte niet geheel onverwacht de overstap naar Lancia, die met de Delta HF het best voorbereid leken op de nieuwe Groep A klasse. Kankkunen moest tijdens de seizoensopener in Monte Carlo al kennismaken met teamorders, toen hij op de voorlaatste klassementsproef zijn leidende positie moest afstaan aan teamgenoot Miki Biasion. Dit incident viel niet goed bij Kankkunen, maar desondanks wist hij gedurende het seizoen zijn frustratie binnen te houden, en liep het zonder controverse succesvol uit voor de Fin. Hij won in de Verenigde Staten en Groot-Brittannië, de laatst genoemde waar hij zijn teamgenoot Alén versloeg om de titel in het rijderskampioenschap, dat nu voor een tweede keer op rij op naam kwam van Kankkunen. Onderbuikgevoelens over het beleid van Lancia deden hem voor het seizoen 1988 desondanks een terugkeer maken bij Toyota.

#### 1988-1989: Toyota
Een andere reden voor zijn terugkeer bij Toyota was het feit dat het merk dat jaar de Groep A Celica-GT Four (ST165) introduceerde in het kampioenschap. Kankkunens eerste optreden dat jaar kwam tijdens de Safari Rally, waar het team nog aan de start kwam met het alternatieve model; de Supra Turbo. Hij wist hiermee een vijfde plaats te bemachtigen, wat naderhand zijn enige finish van het seizoen zou worden. In Corsica debuteerde het merk de Celica GT-Four, en in de daaropvolgende rally's bewees de auto zijn potentieel, echter was de betrouwbaarheid van de auto nog een probleempunt, en zag Kankkunen een potentiële overwinning in zowel Finland als Groot-Brittannië door zijn vingers glippen. Een groot deel van de problemen leken gedurende het seizoen 1989 opgelost te zijn, maar op beslissende momenten deed het Kankkunen kostbare kampioenschapspunten kosten. Dit deed Kankkunen de beslissing maken om voor het seizoen 1990 wederom te tekenen bij Lancia. Desondanks kwam er voor Kankkunen nog wel een hoogtepunt, toen hij de Celica een debuutzege kon schenken in Australië, en hij uiteindelijk nog als derde eindigde in het rijderskampioenschap.
In deze periode maakte Kankkunen ook verscheidene uitstappen naar andere disciplines. In januari 1988 nam hij voor Peugeot deel aan de wereldberoemde Parijs-Dakar-rally, die hij met een 205 Turbo 16 vrij verrassend won, nadat teamgenoot Ari Vatanen in de vernieuwde 405 Turbo 16 gedurende de rally uitgesloten werd in het klassement. Later dat jaar reed hij met de 405 T16 ook de Pikes Peak International Hillcimb, een heuvelklim evenement, waarin hij ditmaal achter Vatanen als tweede eindigde. Tevens won Kankkunen in december 1988 de inaugurele editie van de Race of Champions, een evenement georganiseerd ter nagedachtenis aan Henri Toivonen, dat sindsdien onafgebroken georganiseerd wordt.

#### 1990-1992: Lancia
In hoop op meer consistentie maakte Kankkunen in 1990 de terugkeer bij Lancia. Die was er in zekere zin wel, maar de ironie had het dat Toyota die dat jaar ook had gevonden, en met Carlos Sainz wereldkampioen werden in het rijderskampioenschap. Kankkunen won slechts eenmaal, nu wederom in Australië, maar wist met teamgenoten Miki Biasion en Didier Auriol wel de reeks aan constructeurstitels van Lancia voort te zetten, die zijn begin zag in Kankkunens succesjaar in 1987. De start van het seizoen 1991 was niet overtuigend, maar een ommekeer kwam er met een tweede overwinning in de Safari Rally, ditmaal met de Delta Integrale. Kankkunen won vervolgens in Griekenland, Finland, zijn eerste zege voor thuispubliek, en Australië, waardoor de rijderstitel uiteindelijk beslist zou worden tijdens de seizoensafsluiter in Groot-Brittannië, die Kankkunen dat jaar op intens niveau uitvocht met Carlos Sainz. Kankkunen greep hierin naar zijn vijfde seizoensoverwinning en daarmee zijn derde wereldtitel, waarmee hij een recordhouder werd. Kankkunen maakte een goede start mee in het seizoen 1992, onder andere met een overwinning in Portugal. Dit zou dat jaar de enige keer zijn dat hij op de hoogste trede van het podium eindigde, waar hij namelijk in een groot deel van de resterende rally's de andere twee plaatsen bezat. Dit niveau van consistentie zorgde ervoor dat hij tot de laatste ronde titelkandidaat bleef, maar ditmaal het kampioenschap zal verliezen aan Sainz. Ondanks de zes overwinningen van teamgenoot Auriol, eindigde Kankkunen vóór hem op een tweede plaats, terwijl het duo Lancia zijn laatste wereldtitel bracht.

#### 1993-1996: Toyota
Lancia stopte zijn activiteiten als officieel fabrieksteam al na het seizoen 1991, terwijl het merk in 1992 en 1993 verderging als semi-fabrieksinschrijving. Kankkunen besloot op het goede moment de overstap te maken naar een ander team, en zou voor de derde keer instappen bij Toyota, waar Auriol wederom zijn teamgenoot werd. Met de Celica Turbo (ST185) verliep de eerste seizoenshelft nog was wisselvallig. Kankkunen won voor de derde maal de Safari Rally, maar verloor een aantal maanden later zijn vaste navigator Juha Piironen, die voorafgaand aan de WK-ronde in Argentinië getroffen werd door een hersenbloeding en per direct zijn carrière stop moest zetten. Dit bleek geen smet te zijn op Kankkunens concentratie voor de rest van het seizoen. Met zijn nieuwe navigator Nicky Grist won hij gelijk in Argentinië en later dat jaar ook in Australië, terwijl hij tussendoor eenmalig met Denis Giraudet succesvol was met een dominant optreden in Finland. Hij wist zijn vierde wereldtitel veilig te stellen tijdens de voorlaatste ronde van het kampioenschap in Spanje, waar zijn directe concurrent François Delecour met een Ford Escort won, maar Kankkunen op het podium als derde eindigde. Hij besloot vervolgens zijn succesvol seizoen gepast, met een overwinning in Groot-Brittannië. Zijn vierde titel werd uiteindelijk relatief snel geëvenaard, toen Tommi Mäkinen in 1999 voor de vierde maal achtereenvolgens wereldkampioen werd.

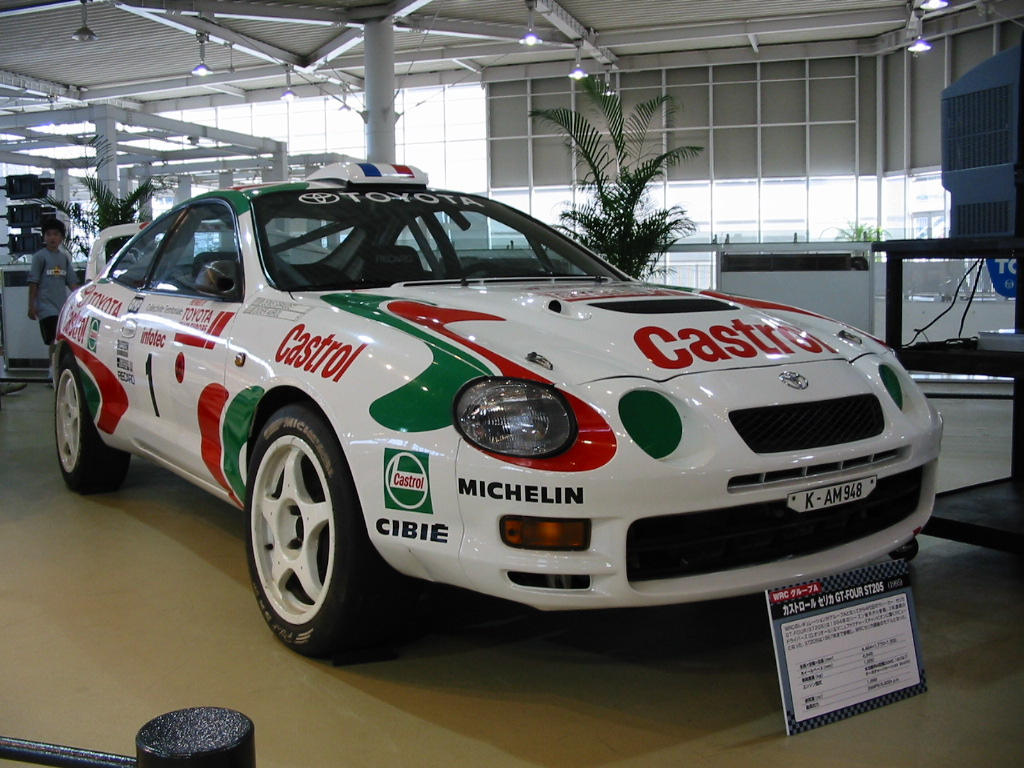
Een Celica ST205 die Kankkunen debuteerde in San Remo in 1994

Als regerend wereldkampioen maakte Kankkunen een goede start in het seizoen 1994, met een tweede plaats tijdens de openingsronde in Monte Carlo en een overwinning in Portugal. Hij zag echter in de rest van het seizoen een terugval in zijn resultaten, en was na de eerste seizoenshelft nagenoeg al kansloos voor titel prolongatie. Toyota gaf hem daarom de kans om de nieuwe Celica GT-Four (ST205) te debuteren, de auto die Toyota zou inzetten in het seizoen 1995. Kankkunen eindigde het seizoen 1994 nog als derde in het rijderskampioenschap, en moest voor de eerste keer in zijn carrière toezien dat een teamgenoot, in het geval van Auriol, wereldkampioen werd. In 1995 wist Kankkunen zich weer als titelkandidaat te profileren, waarin hij ondanks het missen van een overwinning, op consistent niveau naar punten wist te grijpen. Voorafgaand aan de voorlaatste ronde lag hij aan de leiding van het kampioenschap, vóór Subaru-rijders Colin McRae en Carlos Sainz, die beide niet ver van hem af lagen. Tijdens die voorlaatste ronde in Spanje, lag Kankkunen na de eerste dag voor het eerst in zijn carrière aan de leiding van een pure asfaltwedstrijd. Kankkunen ging echter op de tweede dag ongelukkig in de fout en viel na een heftige crash uit de wedstrijd, waardoor zijn kansen op de titel verloren ging. Naderhand zou dit echter geen effect meer hebben gehad, want tijdens diezelfde rally werd Toyota betrapt op het gebruik van een illegaal turbosysteem, waarin meer lucht door de restrictor kwam dan toegestaan. De behaalde rijders- en constructeurspunten van dat jaar werden geschrapt, en Toyota werd door de FIA voor twaalf maanden geschorst van deelname aan het WK. Noodgedwongen reed Kankkunen in het seizoen 1996 een geselecteerd programma voor lokale Toyota importeurs, waar hij in drie optredens zijn beste resultaat behaalde in Finland, waar hij als tweede eindigde.

#### 1997-1998: Ford

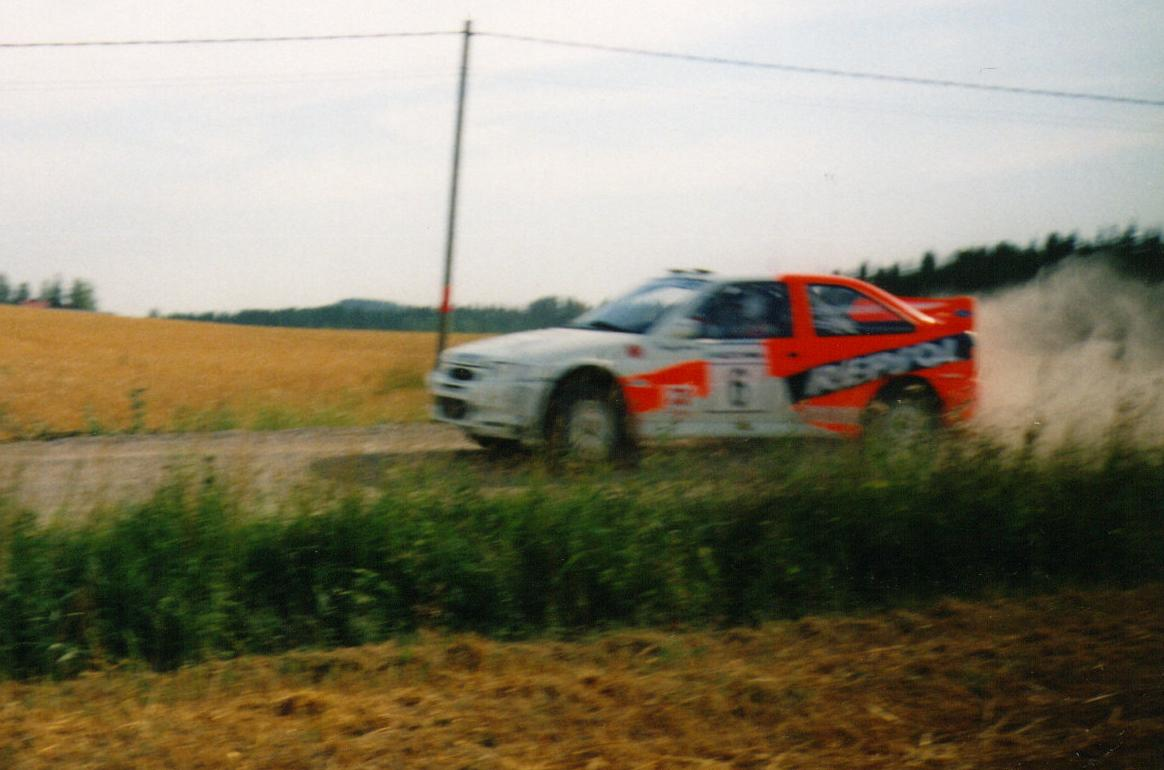
Kankkunen keerde halverwege het 1997 seizoen terug in het WK, hier actief voor Ford in Finland datzelfde jaar

Aanvankelijk zat Kankkunen voor het seizoen 1997 zonder een plaats bij een fabrieksteam. Hij kreeg echter halverwege het seizoen een uitnodiging van Ford, die dat jaar voor het eerst onder preparatie van M-Sport actief waren met de Escort WRC. Kankkunen verving de tot dan toe teleurstellende Armin Schwarz, en hij werd nu voor het eerst teamgenoot van Carlos Sainz. Voor Kankkunen was het inmiddels te laat om voor de rijderstitel te gaan, waardoor hij de rol kreeg weggelegd als steunpilaar voor de titelkansen van Sainz. Een goed voorbeeld daarvan ontstond in Griekenland, waar Kankkunen lange tijd aan de leiding lag, maar na teamorders uiteindelijk zijn teamgenoot voorbij moest laten gaan, die in dit geval de eerste seizoensoverwinning van Ford op naam schreef. Een reeks aan finishes op het podium bracht Kankkunen desondanks nog een vierde plaats in het rijderskampioenschap. In het seizoen 1998 vertrok Sainz naar Toyota, en werd Kankkunen de nieuwe kopman binnen het team van Ford. Ondanks dat Kankkunen meerdere podiumplaatsen wist af te dwingen en wederom consistent was, moest hij tegelijkertijd toezien dat de inmiddels licht gedateerde Escort niet meer verder ontwikkeld kon worden, waardoor het gat met de concurrentie bovenaan niet gedicht werd. Kankkunen zou wederom als vierde eindigen in het rijderskampioenschap.

#### 1999-2000: Subaru
Voor het seizoen 1999 tekende Colin McRae bij Ford, die dat jaar voor het eerst met de nieuwe Focus WRC actief zouden zijn, en Kankkunen kwam daarentegen terecht op McRae's oude plaats bij Subaru. De eerste seizoenshelft verliep wisselvallig, maar in Argentinië wist Kankkunen na vijf jaar te hebben droog gestaan weer te winnen. Deze overwinning kwam echter wel met enige controverse, aangezien teamgenoot Richard Burns voorafgaand aan de laatste klassementsproef aan de leiding lag vóór Kankkunen, maar de Fin - ondanks dat hij teamorders zou respecteren - de rally in zijn voordeel wist te beslissen met een schamele twee seconden voorsprong op Burns, die daar zijn ongenoegen niet door liet verschuilen. Later in het seizoen kwam er nog een tweede overwinning voor Kankkunen, ditmaal tijdens zijn thuisrally in Finland, waar hij inmiddels op 40-jarige leeftijd gepast zijn laatste WK-rally overwinning uit zijn carrière zou vieren. Deze resultaten brachten hem echter geen titelkansen, en voor het derde jaar achtereenvolgens moest hij zich dulden op een vierde plaats in de stand om het rijderskampioenschap. In het seizoen 2000 stond Kankkunen in de schaduw van zijn teamgenoot Burns, en ondanks een enkele finish op het podium, was hij dat jaar onzichtbaar in de titelstrijd. Hij wist zich dat jaar nog net te scharen in de top tien van het rijderskampioenschap.

### Latere carrière

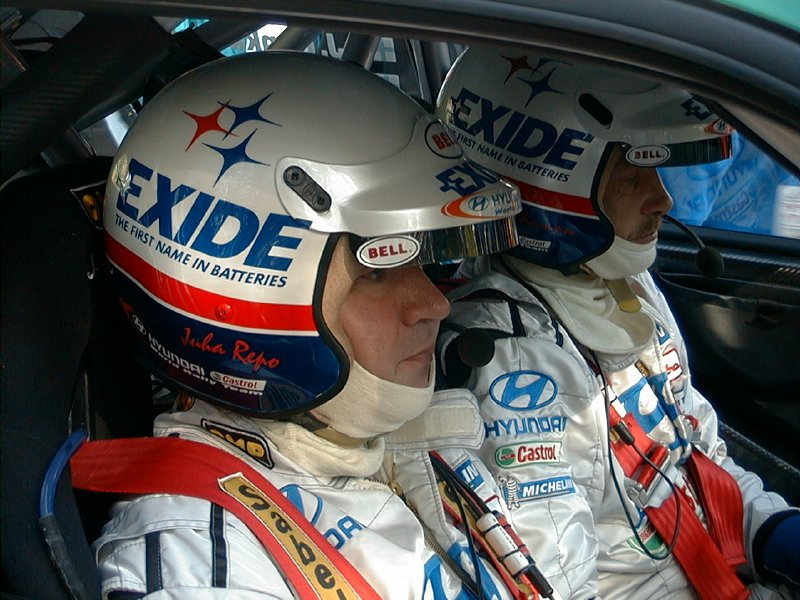
Kankkunen en navigator Juha Repo tijdens de Rally van Finland in 2001

Kankkunen kwam voor het seizoen 2001 niet tot een overeenkomst met Subaru, en werd binnen het team vervangen door Petter Solberg, die in 2003 met het team wereldkampioen zou worden. Kankkunen verscheen later in het seizoen aan de start in Finland, waar hij een gastoptreden maakte voor de fabrieksinschrijving van Hyundai, rijdend met de Accent WRC. Hij reed daarmee respectievelijke tijden, maar moest uiteindelijk met een technisch probleem opgeven. Voor het seizoen 2002 kreeg Kankkunen van Hyundai de aanbieding om een volledig seizoen af te werken, echter was hij daar niet in geïnteresseerd, en beperkte zich dat jaar enkel tot deelnames aan rondes die op gravel werden verreden. Hyundai beschikte echter niet over competitief materiaal, en Kankkunen wist slechts in één optreden binnen de punten te eindigen, met een vijfde plaats die hij behaalde in Nieuw-Zeeland. Achteraf bewees dit echter wel Hyundai's beste resultaat van het seizoen te zijn. Kankkunen besloot zijn langdurige carrière in het WK tijdens de seizoensafsluiter in Groot-Brittannië, waarin hij nog binnen de top tien als negende wist te eindigen.
Na het beëindigen van zijn loopbaan als actief rallyrijder, had hij de intentie zich net als voormalig collega-rijder en landgenoot Ari Vatanen voor te nemen een carrière te gaan zoeken in de politiek. In 2004 schreef hij zich in voor het Europees Parlement, als Finse afgevaardigde van de Nationale Coalitiepartij. Terwijl Vatanen herkozen werd, ontving Kankkunen niet genoeg stemmen om plaats te nemen in het parlement. Kankkunen, hemzelf een "Flying Finn" zijnde - beschikte over aandelen in de inmiddels failliete luchtvaartmaatschappij Flying Finn; de eerste Goedkope luchtvaartmaatschappij van Finland. Het eerste vliegtuig van het bedrijf werd naar hem vernoemd. Daarnaast beschikt Kankkunen ook over een eigen rijschool, genaamd de Juha Kankkunen Driving Academy.
Tegenwoordig fungeert Kankkunen in een adviserende rol voor FIA president Jean Todt, aangaande zaken die te maken hebben met de rallysport.

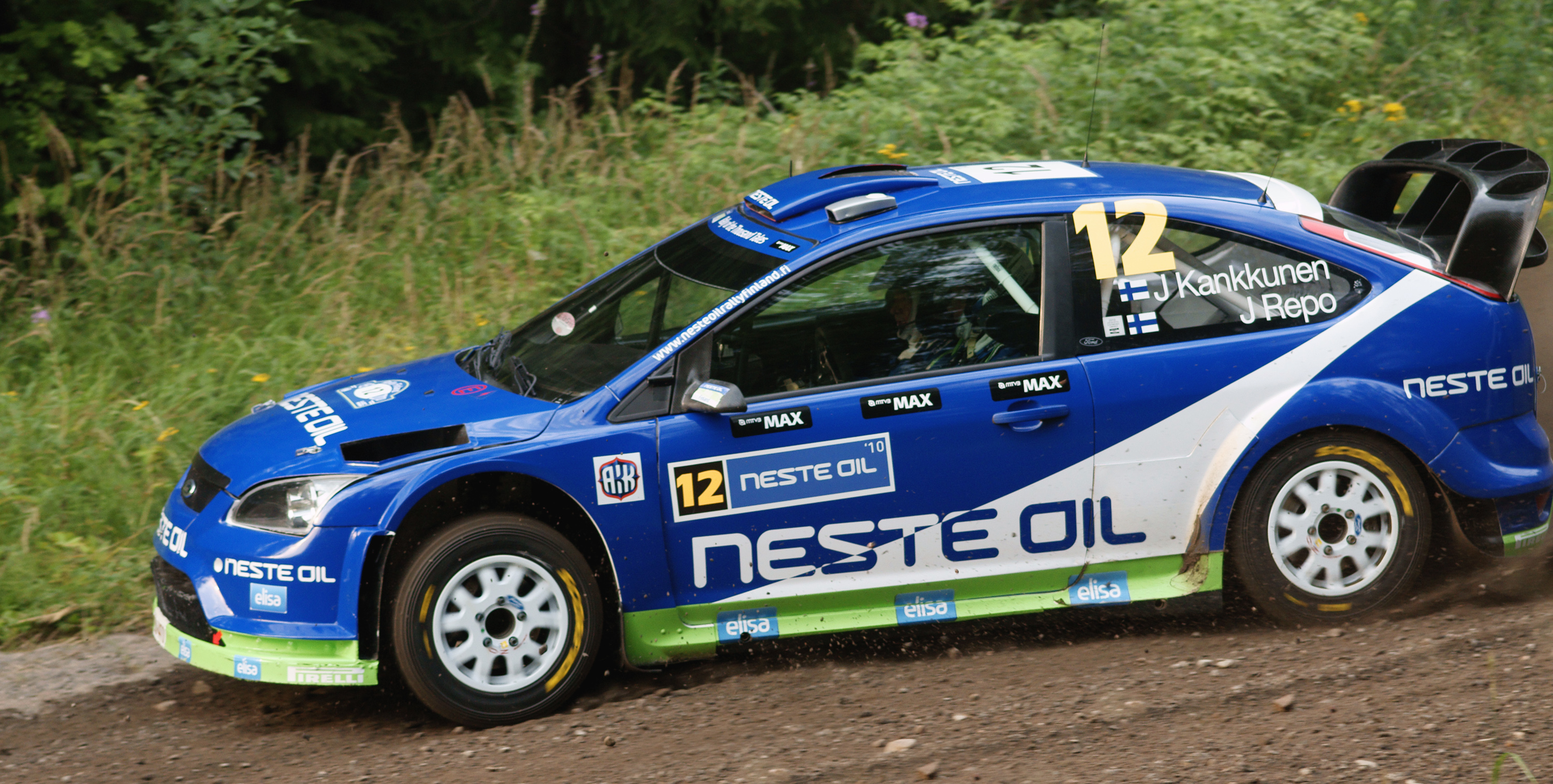
Kankkunen nam met een gastoptreden tijdens de Rally van Finland in 2010 voor het laatst deel aan een WK-rally

In de autosport maakte Kankkunen in 2005 nog een terugkeer in de Dakar-rally, nu voor het fabrieksteam van Volkswagen. Begin 2007 greep hij naar het wereldsnelheidsrecord op ijs, achter het stuur van een Bentley Continental GT over een bevroren ijsvlakte van de Botnische Golf, vlak bij Oulu, Finland. In 2011 verbeterde hij zijn eigen record met een verschil van bijna 10 kilometer per uur. Kankkunen was in 2009 de leeftijd van vijftig gepasseerd, en wou dit vieren met deelname aan de Rally van Finland dat jaar, maar vanwege het gebrek aan financiële steun moest hij dit uitstellen tot de 2010 editie van de rally, toen hij mede op uitnodiging van de organisatie voor de laatste keer in actie kwam in een WK-rally. Met een Ford Focus RS WRC geprepareerd door Stobart Ford, eindigde hij samen met zijn langzittende navigator Juha Repo als achtste in het eindklassement, waarmee hij nog punten wist te scoren voor het rijderskampioenschap in het seizoen 2010.

## Complete resultaten in het wereldkampioenschap rally
| Seizoen | Inschrijving                    | Auto                       | 1       | 2     | 3       | 4       | 5       | 6       | 7       | 8       | 9       | 10      | 11      | 12      | 13      | 14      | Pos. | Punten |
| ------- | ------------------------------- | -------------------------- | ------- | ----- | ------- | ------- | ------- | ------- | ------- | ------- | ------- | ------- | ------- | ------- | ------- | ------- | ---- | ------ |
| 1979    | Teboil Racing Team              | Ford Escort RS2000         | MON     | ZWE   | POR     | KEN     | GRI     | NZL     | FIN 14  | CAN     | ITA     | FRA     | GBR     | IVK     |         |         | –    | 0      |
| 1982    | Intereconomics                  | Opel Manta GT/E            | MON     | ZWE   | POR     | KEN     | FRA     | GRI     | NZL     | BRA     | FIN DNF | ITA     | IVK     | GBR DNF |         |         | –    | 0      |
| 1983    | Toyota Team Europe              | Toyota Celica TCT          | MON     | ZWE   | POR     | KEN     | FRA     | GRI     | NZL     | ARG     | FIN 6   | ITA     |         |         |         |         | 19   | 10     |
| 1983    | Premoto Toyota                  | Toyota Celica TCT          |         |       |         |         |         |         |         |         |         |         | IVK DNF |         |         |         | 19   | 10     |
| 1983    | Toyota Team Great Britain       | Toyota Celica TCT          |         |       |         |         |         |         |         |         |         |         |         | GBR 7   |         |         | 19   | 10     |
| 1984    | Toyota Team Europe              | Toyota Celica TCT          | MON     | ZWE   | POR DNF | KEN     | FRA     | GRI     |         |         | FIN 5   | ITA     | IVK     |         |         |         | 27   | 8      |
| 1984    | Toyota New Zealand              | Toyota Celica TCT          |         |       |         |         |         |         | NZL DNF | ARG     |         |         |         |         |         |         | 27   | 8      |
| 1984    | Toyota Team Great Britain       | Toyota Celica TCT          |         |       |         |         |         |         |         |         |         |         |         | GBR DNF |         |         | 27   | 8      |
| 1985    | Westlands Motors                | Toyota Celica TCT          | MON     | ZWE   | POR     | KEN 1   | FRA     | GRI     |         |         |         |         |         |         |         |         | 5    | 48     |
| 1985    | Toyota New Zealand              | Toyota Celica TCT          |         |       |         |         |         |         | NZL DNF | ARG     |         |         |         |         |         |         | 5    | 48     |
| 1985    | Toyota Team Europe              | Toyota Celica TCT          |         |       |         |         |         |         |         |         | FIN DNF | ITA     |         | GBR 5   |         |         | 5    | 48     |
| 1985    | Premoto Toyota                  | Toyota Celica TCT          |         |       |         |         |         |         |         |         |         |         | IVK 1   |         |         |         | 5    | 48     |
| 1986    | Peugeot Talbot Sport            | Peugeot 205 Turbo 16 E2    | MON 5   | ZWE 1 | POR WD  | KEN 5   | FRA     | GRI 1   | NZL 1   | ARG DNF | FIN 2   | IVK     | ITA DNF | GBR 3   | VST 2   |         | 1    | 118    |
| 1987    | Lancia Martini                  | Lancia Delta HF 4WD        | MON 2   | ZWE 3 | POR 4   | KEN     | FRA     | GRI 2   | VST 1   | NZL     | ARG     | FIN 5   | IVK     | ITA     | GBR 1   |         | 1    | 100    |
| 1988    | Toyota Team Europe              | Toyota Supra Turbo         | MON     | ZWE   | POR     | KEN 5   |         |         |         |         |         |         |         |         |         |         | 37   | 8      |
| 1988    | Toyota Team Europe              | Toyota Celica GT-Four      |         |       |         |         | FRA DNF | GRI DNF | VST     | NZL     | ARG     | FIN DNF | IVK     | ITA DNF | GBR DNF |         | 37   | 8      |
| 1989    | Toyota Team Europe              | Toyota Celica GT-Four      | ZWE     | MON 5 | POR DNF | KEN     | FRA 3   | GRI DNF | NZL     | ARG     | FIN DNF | AUS 1   | ITA 5   | IVK     | GBR 3   |         | 3    | 60     |
| 1990    | Lancia Martini                  | Lancia Delta Integrale 16V | MON DNF | POR 3 | KEN 2   | FRA     | GRI 2   | NZL     | ARG DNF | FIN 5   | AUS 1   | ITA 2   | IVK     | GBR DNF |         |         | 3    | 85     |
| 1991    | Lancia Martini                  | Lancia Delta Integrale 16V | MON 5   | ZWE   | POR 4   | KEN 1   | FRA     | GRI 1   | NZL 2   | ARG 4   | FIN 1   | AUS 1   | ITA DNF | IVK     | SPA 2   | GBR 1   | 1    | 150    |
| 1992    | Martini Racing                  | Lancia Delta HF Integrale  | MON 3   | ZWE   | POR 1   | KEN 2   | FRA     | GRI 2   | NZL     | ARG     | FIN 2   | AUS 2   | ITA 2   | SPA 2   | IVK     | GBR 3   | 2    | 134    |
| 1993    | Toyota Castrol Team             | Toyota Celica Turbo 4WD    | MON 5   | ZWE 2 | POR     | KEN 1   | FRA     | GRI DNF | ARG 1   | NZL 5   | FIN 1   | AUS 1   | ITA     | SPA 3   | GBR 1   |         | 1    | 135    |
| 1994    | Toyota Castrol Team             | Toyota Celica Turbo 4WD    | MON 2   | ZWE   | POR 1   | KEN DNF | FRA 4   | GRI 3   | ARG DNF | NZL 2   | FIN 9   |         |         |         |         |         | 3    | 93     |
| 1994    | Toyota Castrol Team             | Toyota Celica GT-Four      |         |       |         |         |         |         |         |         |         | AUS 2   | ITA 7   | SPA     | GBR 2   |         | 3    | 93     |
| 1995*   | Toyota Castrol Team             | Toyota Celica GT-Four      | MON 3   | ZWE 4 | POR 2   | KEN     | FRA 10  | GRI     | NZL 3   | ARG     | FIN DNF | AUS 3   | ITA     | SPA DNF | GBR     |         | DSQ  | 62     |
| 1996    | Toyota Castrol Team Sweden      | Toyota Celica GT-Four      | MON     | ZWE 4 | POR     | KEN     | FRA     |         |         |         |         |         |         |         |         |         | 7    | 37     |
| 1996    | Toyota Team Australia           | Toyota Celica GT-Four      |         |       |         |         |         | IND 3   | GRI     | NZL     | ARG     |         |         |         |         |         | 7    | 37     |
| 1996    | Toyota Castrol Team Finland     | Toyota Celica GT-Four      |         |       |         |         |         |         |         |         |         | FIN 2   | AUS     | ITA     | SPA     |         | 7    | 37     |
| 1996    | Toyota Castrol Team             | Toyota Celica GT-Four      |         |       |         |         |         |         |         |         |         |         |         |         |         | GBR DNF | 7    | 37     |
| 1997    | Ford Motor Co Ltd.              | Ford Escort WRC            | MON     | ZWE   | POR     | KEN     | SPA     | FRA     | ARG DNF | GRI 2   | NZL 3   | FIN 2   | IND 2   | ITA 6   | AUS DNF | GBR 2   | 4    | 29     |
| 1998    | Ford Motor Co Ltd.              | Ford Escort WRC            | MON 2   | ZWE 3 | KEN 2   | POR 7   | SPA DNF | FRA 9   | ARG 3   | GRI 3   | NZL 4   | FIN 3   | ITA DNF | AUS 5   | GBR 2   |         | 4    | 39     |
| 1999    | Subaru World Rally Team         | Subaru Impreza WRC99       | MON 2   | ZWE 6 | KEN DNF | POR DNF | SPA 6   | FRA     | ARG 1   | GRI DNF | NZL 2   | FIN 1   | CHN 4   | ITA 6   | AUS DNF | GBR 2   | 4    | 44     |
| 2000    | Subaru World Rally Team         | Subaru Impreza WRC99       | MON 3   | ZWE 6 | KEN 2   |         |         |         |         |         |         |         |         |         |         |         | 8    | 20     |
| 2000    | Subaru World Rally Team         | Subaru Impreza WRC2000     |         |       |         | POR DNF | SPA DNF | ARG 4   | GRI 3   | NZL DNF | FIN 8   | CYP 7   | FRA     | ITA     | AUS DNF | GBR 5   | 8    | 20     |
| 2001    | Hyundai Castrol W.R.T.          | Hyundai Accent WRC2        | MON     | ZWE   | POR     | SPA     | ARG     | CYP     | GRI     | KEN     | FIN DNF | NZL     | ITA     | FRA     | AUS     | GBR     | –    | 0      |
| 2002    | Hyundai Castrol W.R.T.          | Hyundai Accent WRC2        | MON     | ZWE 8 | FRA     | SPA     |         |         |         |         |         |         |         |         |         |         | 14   | 2      |
| 2002    | Hyundai Castrol W.R.T.          | Hyundai Accent WRC3        |         |       |         |         | CYP DNF | ARG 7   | GRI DNF | KEN 8   | FIN DNF | DUI     | NZL 5   | ITA     | AUS DNF | GBR 9   | 14   | 2      |
| 2010    | Stobart M-Sport Ford Rally Team | Ford Focus RS WRC 08       | ZWE     | MEX   | JOR     | TUR     | NZL     | POR     | BUL     | FIN 8   | DUI     | JPN     | FRA     | SPA     | GBR     |         | 17   | 4      |

* In het seizoen 1995 werd Toyota door het illegaal gebruik van bepaalde onderdelen gediskwalificeerd in het rijders- en constructeurskampioenschap.

#### Overwinningen
| #  | Seizoen | Rally                                 | Navigator      | Auto                       |
| -- | ------- | ------------------------------------- | -------------- | -------------------------- |
| 1  | 1985    | 33rd Marlboro Safari Rally            | Fred Gallagher | Toyota Celica TCT          |
| 2  | 1985    | 17ème Rallye Côte d'Ivoire            | Fred Gallagher | Toyota Celica TCT          |
| 3  | 1986    | 36th International Swedish Rally      | Juha Piironen  | Peugeot 205 Turbo 16 E2    |
| 4  | 1986    | 33rd Acropolis Rally                  | Juha Piironen  | Peugeot 205 Turbo 16 E2    |
| 5  | 1986    | 17th AWA-Clarion Rally of New Zealand | Juha Piironen  | Peugeot 205 Turbo 16 E2    |
| 6  | 1987    | 22nd Olympus Rally                    | Juha Piironen  | Lancia Delta HF 4WD        |
| 7  | 1987    | 43rd Lombard RAC Rally                | Juha Piironen  | Lancia Delta HF 4WD        |
| 8  | 1989    | 2nd Commonwealth Bank Rally Australia | Juha Piironen  | Toyota Celica GT-Four      |
| 9  | 1990    | 3rd Commonwealth Bank Rally Australia | Juha Piironen  | Lancia Delta Integrale 16V |
| 10 | 1991    | 39th Martini Safari Rally             | Juha Piironen  | Lancia Delta Integrale 16V |
| 11 | 1991    | 38th Acropolis Rally                  | Juha Piironen  | Lancia Delta Integrale 16V |
| 12 | 1991    | 41st 1000 Lakes Rally                 | Juha Piironen  | Lancia Delta Integrale 16V |
| 13 | 1991    | 4th Commonwealth Bank Rally Australia | Juha Piironen  | Lancia Delta Integrale 16V |
| 14 | 1991    | 47th Lombard RAC Rally                | Juha Piironen  | Lancia Delta Integrale 16V |
| 15 | 1992    | 26º Rallye de Portugal                | Juha Piironen  | Lancia Delta HF Integrale  |
| 16 | 1993    | 41st Trustbank Safari Rally           | Juha Piironen  | Toyota Celica Turbo 4WD    |
| 17 | 1993    | 13º Rally Argentina                   | Nicky Grist    | Toyota Celica Turbo 4WD    |
| 18 | 1993    | 43rd 1000 Lakes Rally                 | Denis Giraudet | Toyota Celica Turbo 4WD    |
| 19 | 1993    | 6th Telecom Rally Australia           | Nicky Grist    | Toyota Celica Turbo 4WD    |
| 20 | 1993    | 49th Network Q RAC Rally              | Nicky Grist    | Toyota Celica Turbo 4WD    |
| 21 | 1994    | 28º TAP Rallye de Portugal            | Nicky Grist    | Toyota Celica Turbo 4WD    |
| 22 | 1999    | 19º Rally Argentina                   | Juha Repo      | Subaru Impreza WRC99       |
| 23 | 1999    | 49th Neste Rally Finland              | Juha Repo      | Subaru Impreza WRC99       |